# MOSPD1
MOSPD1 (англ. Motile sperm domain containing 1) – білок, який кодується однойменним геном, розташованим у людей на X-хромосомі. Довжина поліпептидного ланцюга білка становить 213 амінокислот, а молекулярна маса — 24 086.
| 10         |  | 20         |  | 30         |  | 40         |  | 50         |
| ---------- |  | ---------- |  | ---------- |  | ---------- |  | ---------- |
| MHQQKRQPEL |  | VEGNLPVFVF |  | PTELIFYADD |  | QSTHKQVLTL |  | YNPYEFALKF |
| KVLCTTPNKY |  | VVVDAAGAVK |  | PQCCVDIVIR |  | HRDVRSCHYG |  | VIDKFRLQVS |
| EQSQRKALGR |  | KEVVATLLPS |  | AKEQQKEEEE |  | KRLKEHLTES |  | LFFEQSFQPE |
| NRAVSSGPSL |  | LTVFLGVVCI |  | AALMLPTLGD |  | VESLVPLYLH |  | LSVNQKLVAA |
| YILGLITMAI |  | LRT        |  |            |  |            |  |            |

A: Аланін

C: Цистеїн

D: Аспарагінова кислота

E: Глутамінова кислота

F: Фенілаланін

G: Гліцин

H: Гістидин

I: Ізолейцин

K: Лізин

L: Лейцин

M: Метіонін

N: Аспарагін

P: Пролін

Q: Глутамін

R: Аргінін

S: Серин

T: Треонін

V: Валін

Задіяний у такому біологічному процесі, як альтернативний сплайсинг. 
Локалізований у мембрані.